# Bonsai CVS code management system
Bonsai — open-source средство веб-представления CVS-репозитория, разработанное для поддержки продуктов проекта Mozilla, но доступное любому желающему.
Самым интересным представляется его средство «CVS Query Tool» позволяющее
осуществлять поиск по содержимому CVS-репозитория, используя фильтр по множеству полей:
Moduleпоиск по модулям;
Branchфильтр отдельных веток (с использованием регулярных выражений);
Directoryвыборка по одному или нескольким каталогам;
Fileвыборка по имени файла (с использованием регулярных выражений);
Whoфильтр по автору изменений (с использованием регулярных выражений);
Log containsфильтр по комментариям (можно использовать регулярные выражения);
Dateфильтр изменений по диапазону дат.
Результаты могут быть отсортированы (поле «Sort By») по
- Дате изменений;
- Автору;
- Имени файла;
- Размеру правок.

Выбранные файлы могут быть просмотрены в браузере, в различных режимах:
- просто содержимое файла;
- раскрашенные и подсвеченные CVS-изменения для каждой версии («diff»);
- «Blame» («Поиск Виновного») — аннотированный исходный текст, где каждая строка указана с её автором в какой версии она появилась и всплывающий над каждой строкой комментарий содержит CVS-комментарий к этой версии.

Bonsai использует простые GET-запросы, так что, вы можете ссылаться на любую страницу отчётов Bonsai из других HTML-страниц (просто скопируйте адрес из адресной строки вашего браузера).
На заглавной странице Bonsai показывает некоторую сводную статистику по последним изменениям.